# Neue Badenstraße 3 (Stralsund)

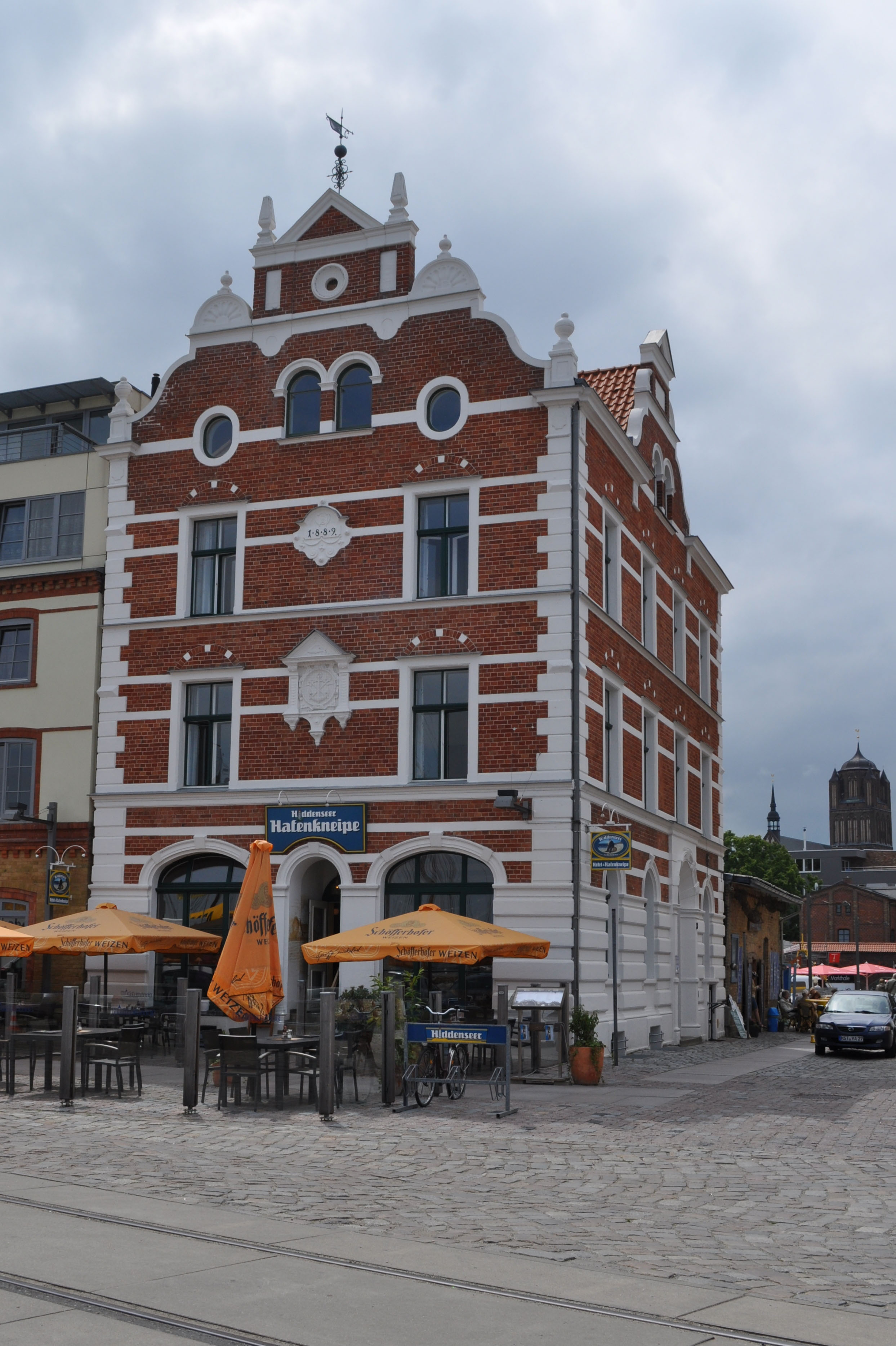
Das Haus Neue Badenstraße 3 in Stralsund (2012)

Das Haus mit der postalischen Adresse Neue Badenstraße 3 ist ein denkmalgeschütztes Gebäude in der Hansestadt Stralsund in der Neuen Badenstraße an der Ecke zur Hafenstraße.
Das dreigeschossige Haus wurde im Jahr 1889 errichtet. Prägend beim Bau war der Stil der niederländischen Renaissance. Die Fassade ist sowohl zur Neuen Badenstraße als auch zur Hafenstraße repräsentativ gestaltet und mit Putzgliederung versehen. Die giebelständige Ostseite, zum Hafen hin, wird durch einen mehrstufigen Schweifgiebel geprägt, die traufständige Nordseite, zur Neuen Badenstraße, zeigt ein ähnlich aufgebautes Zwerchhaus. 
Das Haus liegt im Randgebiet des von der UNESCO als Weltkulturerbe anerkannten Stadtgebietes des Kulturgutes „Historische Altstädte Stralsund und Wismar“. In die Liste der Baudenkmale in Stralsund ist es mit der Nummer 589 eingetragen.